# Дамианос, Иоаннис (флотоводец)
Иоаннис Дамианос (греч. Ιωάννης Δαμιανός; 31 января 1861, остров Идра — 12 июня 1920) — греческий вице-адмирал Военно-морских сил Греции, политический и государственный деятель, министр военно-морских дел Греции.

## Биография
Внук Иоанниса Дамианоса, юриста, политика, парламентария и министра юстиции Греции. Брат Константиноса Дамианоса, генерал-лейтенанта греческой армии, участник Балканских войн 1912—1913 годов.
Окончил Греческую военно-морскую академию. Был первым командиром крейсера «Георгиос Авероф». Служба И. Дамианоса началась не лучшим образом.
После вступления в строй, крейсер «Георгиос Авероф» из Италии отправился не в Грецию, а в Великобританию, для участия в торжествах в Спитхеде в честь коронации короля Георга V. Командовал кораблем Иоаннис Дамианос, не имевший ни опыта, ни характера для такой должности. Вдобавок 19 июня 1911 года при подходе к Спитхеду «Георгиос Авероф» сел на мель, получив небольшие повреждения. В ходе стоянки в Англии на корабле вспыхнул мятеж недовольных матросов, который удалось подавить лишь после назначения командиром корабля капитана 1-го ранга Павлоса Кунтуриотиса, будущего адмирала и президента Греции.
Участвовал в Первой греко-турецкой войне 1897 года, затем в
Балканских войн (1912—1913). Командовал эскадрой Ионического моря, а в 1914 году был назначен командующим эскадры крейсеров.
В 1910 году — командир военно-морской подготовки, в 1915—1917 годах — командующий военно-морской базы Саламин . Был членом Высшего военно-морского совета Греции.
Трижды занимал должность министра военно-морского флота в правительствах К. Мавромихалиса (1909—1910), С. Ламброса и Н. Калогеропулоса (1916).
Из-за своих политических убеждений ушёл в отставку 20 октября 1917 г. Подвергся преследованиям, был сослан на Крит. Умер 12 июня 1920 г.